# Christian Ludolph Reinhold

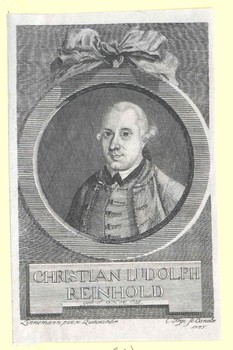
Christian Ludolph Reinhold (1775)

Christian Ludolph Reinhold (* 11. November 1739 in Wunstorf; † 19. April 1791 in Versmold) war ein deutscher Zeichner und Kupferstecher, Mathematiker, Physiker und Lehrer.

## Leben
Reinholds Geburtsort und -jahr werden zwar unterschiedlich angegeben, seine Taufe am 20. November 1739 steht aber im ev. Kirchenbuch von Wunstorf (Reinholtz). Reinhold studierte an der Universität Duisburg und wurde 1768 von der Universität Göttingen mit einer Dissertation Ober das Wesen und die Geschichte der Mathematik zum Dr. phil. promoviert. Bereits seit 1763 war er in Osnabrück als Feldmesser, Autor und Lehrer für Mathematik und Physik am Ratsgymnasium Osnabrück tätig. Als solcher nahm er die Vermessungen für den später so genannten Pappelgraben vor. Er korrespondierte mit Georg Christoph Lichtenberg über Vermessungsfragen. Er schuf Landkarten von Osnabrück und Umgebung, fertigte aber auch die Illustrationen zu seinen Schriften. 1790 wurde Reinhold preußischer Markenteilungs- und Ökonomiekommissar im Amt Ravensberg.
„Reinholds besondere Bedeutung aber lag nicht in seinem zeichnerischen, sondern in seinem literarischen Werk, das Ausdruck eines selbst gewählten erzieherischen Auftrags ist. Seine Bücher leben aus dem Geiste der Aufklärung; die diversen Rechenbücher, Erdkunden oder Baukünste, die er verfaßt hat, verstehen sich als pädagogische Hilfsmittel, die sich an jedermann wenden. Daher sind Reinholds Schrift, wie die ‚Geometria forensis‘ (1781), die ‚Hydrostatik‘ (1790), die ‚Archtectura forensis‘ (1785) vom Glauben an die Vernunft getragene Bücher der Zweckmäßigkeit und der praktischen Hilfestellung für das Leben. Reinholds Aufklärungsliteratur gipfelt in seinem praktischen Ratgeber, dem ‚Bürger und Landmanns Pratke‘ (1787).“
Sein Schüler Johann Georg Christian Frye stach 1775 ein Porträt Reinholds.
Reinholdstraßen, die nach ihm benannt wurden, gibt es in Osnabrück und Wiedenbrück.

## Publikationen (Auswahl)
- Geometria Forensis oder die aufs Recht angewandte Meßkunst welcher das Rechtliche Cammeralistische und Oeconomische in sich enthält, 3 Teile, Philipp Heinrich Perrenon, Osnabrück und Münster 1781–1782. (Digitalisat Teil 2 (1781))

- Christian Ludolph Reinhold (Hrsg.): Nachricht von einem Erdbruche, welcher sich im Hochstifte Osnabrück ereugnet: als ein Beytrag zur Naturgeschichte. Philipp Heinrich Perrenon, Münster / Osnabrück 1782 (books.google.de).
- Christian Ludolph Reinhold der Weltw. Dokt. der freyen Künste Mag. und Mathemat. am Gymnasium zu Osnabrück System der Zeichnenden Künste … Philipp Heinrich Perrenon, Münster / Osnabrück 1784, doi:10.11588/diglit.20718.

- Bürger- und Landmanns Pratke. Nebst einen ewigen Almanak, Wetterprophet, Menschen- und Vieharzt &c. für Hausväter und Hausmütter, in allen Ständen. Selbstverlag, Osnabrück 1787. (Titel und Inhaltsverzeichnis)

- Allgemeine Anwendung der Hydrostatik auf die Maschinen- und Wasserbaukunst. Philipp Heinrich Perrenon, Münster und Osnabrück 1790. (Digitalisat BSB)